# 格呂奇巴赫河
46°47′58″N 7°34′15″E / 46.79954°N 7.57086°E

格呂奇巴赫河是瑞士的河流，位於該國中西部，流經伯恩州，屬於阿勒河的左支流，河道全長26公里，流域面積55平方公里，河口處在茨韋瑟爾貝格。